# Maarten Gerritsz Vries

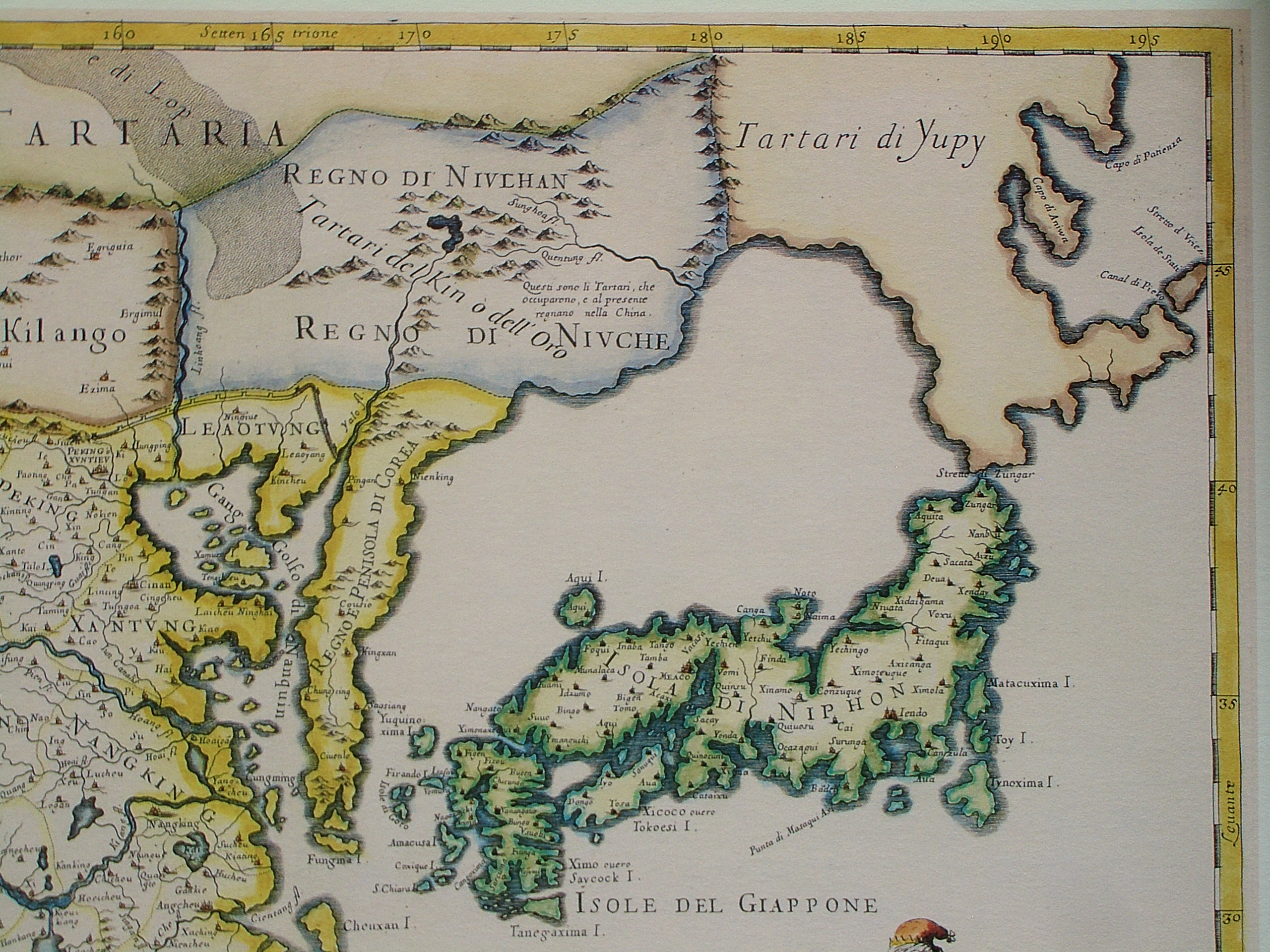
Mapa italiano de 1682, que muestra, arriba a la dcha., el cabo de Aniva, el cabo de la Paciencia, Staten Island (Isola di Stati) y el estrecho de De Vries. De Vries no tuvo la suerte de descubrir ni el estrecho de La Pérouse ni el estrecho de Tartaria, ya que los cartógrafos pensaban que las islas de Hokkaidō y Sajalín formaban parte del continente.

Maarten Gerritsz Vries, o Fries, también conocido como de Vries (Harlingen, 18 de febrero de 1589-en el mar, cerca de Manila, a finales de 1646), fue un explorador y cartógrafo neerlandés del siglo XVII, el primer occidental que dejó un relato de su visita al mar de Ojotsk y la isla de Sajalín. 

## Biografía
No se sabe mucho sobre la vida de De Vries. Probablemente nació en 1589 en Harlingen, Países Bajos, y pasó muchos años en Taiwán. Es recordado por su expedición de 1643 al noroeste del océano Pacífico para descubrir la costa de Tartaria, un encargo de Anthony van Diemen, entonces Gobernador General de las Indias Orientales Neerlandesas, que residía en Batavia (hoy Yakarta). La expedición partió a la búsqueda de las islas del oro y la Plata, esas islas desconocidas que los españoles emplazaban en el Pacífico y que nadie había descubierto. 

### La expedición de Vries
Los dos barcos, el Castricum al mando del propio De Vries y el Breskens, comandado por Hendrick Cornelisz Schaep, zarparon de Batavia, la capital neerlandesa de Java, en febrero de 1643. Después de una parada en la isla de Ternate, en el archipiélago de las islas Molucas y continuaron su viaje el 4 de abril. El 20 de mayo los dos barcos perdieron el contacto en una tormenta en las costas de Hachijō Shima, una isla a unos 290 km al sur de Tokio, que, debido a este contratiempo, fue bautizada en neerlandés como isla «Ongeluckich» (en español, «isla de la mala suerte»). 

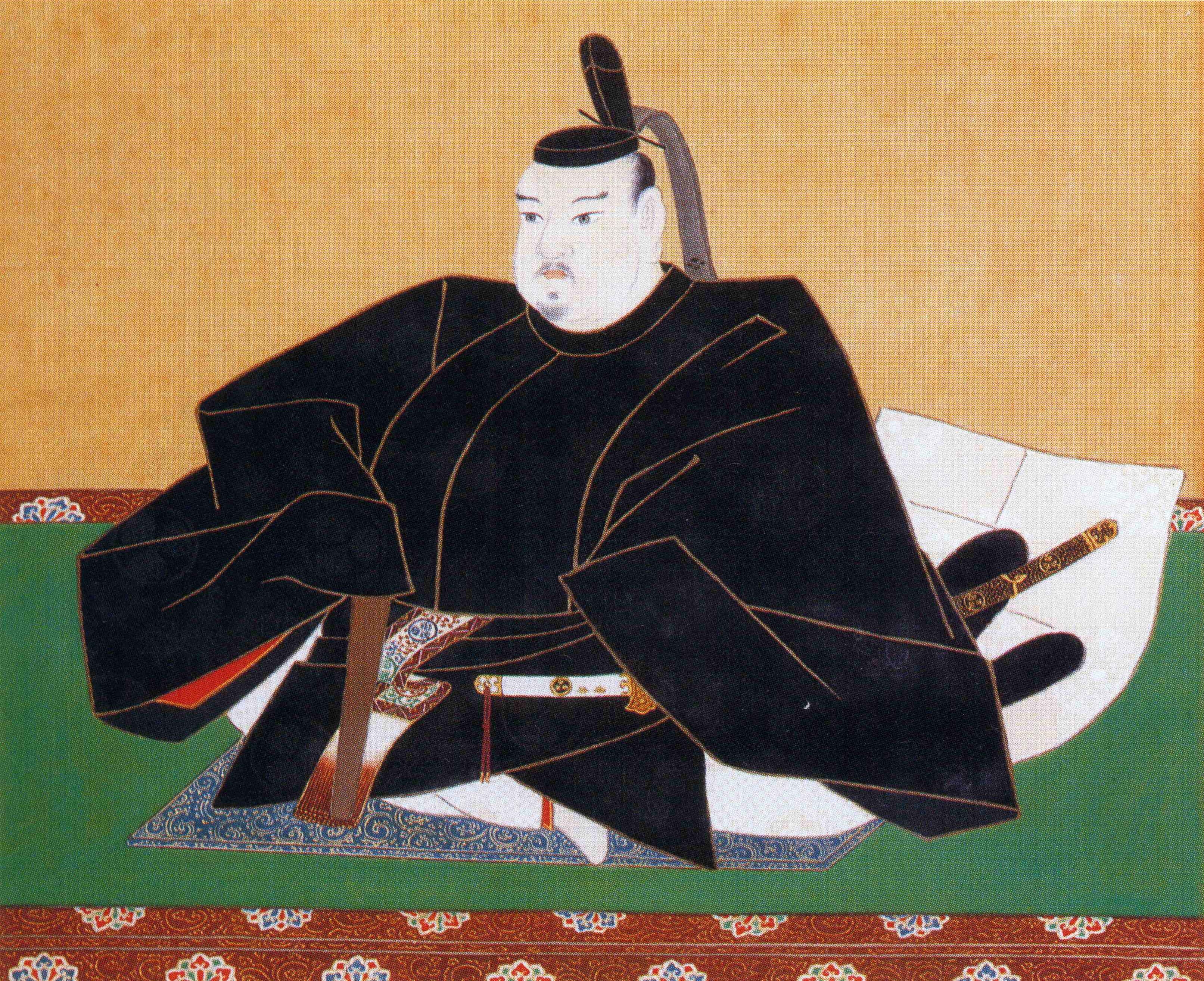
Tokugawa Iemitsu.

El Breskens llegó a una bahía prometedora y fue recibido amistosamente por la población de Yamada, en la isla de Honshu. Seis semanas más tarde el Breskens de nuevo navegó hacia Yamada, probablemente mientras tenían buen tiempo. Por la noche organizaron una fiesta con un samurái y muy probablemente algunas mujeres japonesas. (No se sabe exactamente qué pasó, porque el diario se perdió en 1692, después de que el diplomático y cartógrafo neerlandés Nicolae Witsen lo hubiera recibido.) Al día siguiente, el 29 de julio, diez miembros de la tripulación, entre ellos el capitán, fueron invitados por las mujeres para acercarse a una granja donde les darían verduras y pescado fresco. A la tripulación, sin armas, se le ofreció sake y arroz, pero fueron capturados y enviados a Morioka y Edo para ser interrogados. Los japoneses temían que desembarcaran jesuitas españoles y como resultado, los funcionarios del shōgun estaban extremadamente preocupados por el problema de las defensas costeras. Sin embargo, cuando entendieron que la tripulación era neerlandesa, y además no católicos, decidieron que fueran liberados. Según Jan van Elserac había llegado el shogun Tokugawa Iemitsu y él fue quien les envió en diciembre a Deshima. La tripulación tuvo que esperar nueve meses a los siguientes buques procedentes de Taiwán, ya que el Breskens había dejado Honshu ya a finales de julio (sin capitán) buscando las islas del oro y la plata. 
En el verano de 1643, el Castricum navegó por las islas Kuriles meridionales, visitando Kunashir, Iturup (que llamaron "Staten Island", aunque hoy en día ese nombre sólo es usado para referirse a Staten Island, la isla de Nueva York), y Urup, donde se reunieron con el Ainus de nuevo, y a que llamaron «Isla de la Compañía» y que fue reclamada para los Países Bajos. 
El Castricum pasó entre las islas de Iturup y Urup (el estrecho que más tarde será nombrado estrecho de Vries, también Miyabe Line), por su descubridor, y entró en el mar de Ojotsk. Los neerlandeses navegaron hacia el norte, sin encontrar ninguna tierra, hasta que fueron expulsados hacia el suroeste, hacia la costa norte de Hokkaidō. Luego se hicieron de nuevo al norte, descubriendo el cabo Aniva (el extremo suroriental de la isla de Sajalín), el golfo de la Paciencia (en el que de hecho había que ser paciente, esperando a que la niebla clarease), y el cabo de la Paciencia, en su este. A causa de la niebla no advirtieron la existencia del estrecho de La Pérouse, entre las islas de Hokkaido y Sajalín.
Después de otra excursión, ahora al este en el Pacífico, el Castricum regresó a las aguas de Japón y logró reunirse con el Breskens en las costas de Kyushu. Los dos barcos navegaron hacia Fort Zeelandia (Taiwán) y regresaron a Batavia a mediados de diciembre de 1643.
Como resultado de esta expedición se levantaron nuevos mapas de Hokkaido, las islas Kuriles y Sajalín (mapa de Joan Blaeu 1645/46 fig. 77). Su trabajo no fue perfecto, ya que Corea tenía en sus mapas una forma extraña, y también falta el ya mencionado estrecho de La Pérouse.
Una relación de su viaje apareció en neerlandés, en Ámsterdam, en 1648. Leupe publicó en 1868 el libro de a bordo del Castricum y Eekhoff su biografía, (Leeuwarden, 1859).